# Cerdic
 (octobre 2009).
Si vous disposez d'ouvrages ou d'articles de référence ou si vous connaissez des sites web de qualité traitant du thème abordé ici, merci de compléter l'article en donnant les références utiles à sa vérifiabilité et en les liant à la section « Notes et références ».
Cerdic est le fondateur légendaire du royaume de Wessex, dans le Sud de l'Angleterre. Son règne est traditionnellement daté de 519 à 534. Il est considéré comme l'ancêtre d'Ecgberht de Wessex et, à travers lui, des différentes dynasties royales anglaises puis britanniques jusqu'à la maison Windsor.

## Vie et carrière
Cerdic est mentionné dans la Chronique anglo-saxonne, où est précisé qu'il aborda à Cerdicesora, dans le Hampshire, en 495, avec cinq navires. Il aurait vaincu et tué un roi breton nommé Natanleod à la bataille de Netley en 508, puis serait devenu roi des « Saxons de l'Ouest » après une bataille à Cerdicesford (Charford) au nord de Southampton.
Ces Saxons sont arrivés dans le sud de la Grande-Bretagne en 514 avec trois navires, sous la direction de Stuf et Wihtgar, deux parents de Cerdic. Ce dernier, outre la bataille de Netley, livra une autre bataille à l'issue inconnue contre les Bretons en 527, à Cerdicesleag. Il conquit également l'Île de Wight en 530. À sa mort, en 534, il la donna à Stuf et Wihtgar, que la Chronique anglo-saxonne désigne du terme de nefa qui peut indifféremment désigner un neveu, un petit-fils ou un beau-fils en vieil anglais.
Son fils (ou petit-fils) Cynric lui aurait succédé et régna 17 (selon l'introduction de la Chronique anglo-saxonne) ou 26 ans (selon le corps de ce même texte).
Pour quelques historiens, Cerdic fut le chef saxon battu par les Britto-Romains à la bataille du Mont Badon, quelque part entre 490 et 516. Cependant, d'autres assignent cette bataille à Ælle de Sussex ou à un autre chef saxon. 
Il est tour à tour décrit comme un comte britannique ayant dirigé une armée saxonne, un noble anglais, un commandant saxon, un héros gallois et un roi anglais. L'Angleterre, le "pays des Angles", adopta ce premier roi comme son fondateur, l'anglicisa à travers ses généalogies et en fit l'un des leurs. 

## Problèmes avec le témoignage de la Chronique
La Chronique anglo-saxonne a été écrite sous le règne d'Alfred le Grand au IXe siècle, probablement sur la base de traditions antérieures. Sa validité pour ce qui concerne la fin du Ve siècle est incertaine. En effet, les dates qu'elle donne cadrent mal avec le témoignage de Gildas le Sage, qui considère la première moitié du VIe siècle comme une période de relative sécurité pour les Bretons. Par ailleurs, l'introduction affirme que Cerdic devint roi des Saxons de l'Ouest six ans après son arrivée et régna seize ans, ce qui placerait son règne entre 501 et 517.
Par ailleurs, les recherches archéologiques semblent indiquer que le royaume du Wessex s'est formé autour de Dorchester on Thames, dans l'Oxfordshire. Cette ville fut le siège du premier évêché du Wessex, et le cœur politique du royaume jusqu'à ce que la pression mercienne lui fasse perdre son importance au profit de Winchester. Elle fut probablement la capitale de Ceawlin de Wessex, que la Chronique anglo-saxonne considère comme un fils de Cynric, mais dont la filiation exacte est contestée. Les populations germaniques établies autour de Southampton étaient, comme l'affirme Bède, des Jutes, dont certains (les Meonware) étaient présents dans la région dès 450. Un royaume jute, apparemment issu du domaine de Stuf et Wightgar, se maintint dans Île de Wight jusqu'au VIIe siècle
D'une façon générale, la Chronique mentionne trois groupes germaniques actifs dans le Hampshire au début du VIe siècle :
- les troupes de Cerdic (les Gewissae ?), arrivées avec lui en 495 ;
- un groupe non identifié sous la direction de Port et de ses deux fils Bieda et Maegla, qui s'établit à Portsmouth ;
- les Saxons de l'Ouest (probablement des Jutes), arrivés en 514.

Aucun de ces groupes n'a eu d'activité dans l'Oxfordshire et Old Sarum n'a été conquise par Cynric et Ceawlin qu'en 556.

## Origines
La Chronique anglo-saxonne donne à Cerdic une généalogie saxonne qui le fait remonter au dieu Woden. Elle est cependant généralement considérée comme factice. Elle incorpore des éléments des lignées royales du Sussex, de Bernicie et de Mercie, ainsi que de la famille régnante danoise. Le nom de son père, Elesa, pourrait être celtique et correspondre au gallois Elisedd.
Cerdic est par ailleurs qualifié par Bède le Vénérable de « Dux Gewissorum », terme qui jusqu'au VIIe siècle sera un synonyme de « Saxons de l'Ouest » ou de Wessex. Il a cependant été porté par deux rois bretons, Vortigern et Eudaf Hen. On ne sait ce que désigne originellement le terme Gewissae. Plusieurs hypothèses ont été proposées :
- Des mercenaires germaniques établis autour de Dorchester-on-Thames. Leur nom signifierait alors « les fidèles ».
- Une force militaire bretonne, dont le nom signifierait « les compatriotes ».
- Les habitants de la région de Gloucester. Leur nom serait une corruption de « Gleuissae ».
- Les habitants du Gwent.

J. N. L. Myres fait remarquer que quand Cerdic et Cynric apparaissent pour la première fois dans la Chronique anglo-saxonne, en 495, ils sont décrits comme des ealdormen, titre qui dans la tradition du Wessex correspond à un préfet romain ou à un comte carolingien. Myres remarque qu'« il est étrange que ce titre soit utilisé pour décrire les chefs de ce qui semble être une bande d'envahisseurs indépendants, dont l'origine et l'autorité ne sont nulle part spécifiées. De plus, ce ne fut pas avant 519 que Cerdic et Cynric furent considérés comme "commençant à régner", ce qui suggère qu'ils ont alors cessé d'être des vassaux ou des earldormen dépendants pour devenir des rois indépendants. »
En résumé, Myres croit qu'« Il est également possible [...] de penser que Cerdic était à la tête d'une famille noble en partie brittonnique ayant l'intention d'étendre son territoire à la partie ouest du "Litus Saxonicum". Il aurait également très bien pu être "vassalisé" à la fin de l'époque romaine. Il aurait pu être ce que l'on désigne comme un earldorman. [...] Si une famille indigène dominante comme celle de Cerdic a pu développer des relations de sang avec les colons jutes et saxons, celle-ci a très bien pu être tentée, après la chute de l'autorité romaine effective, d'aller plus loin. Cerdic a pu prendre les choses en main et, après avoir éliminé les dernières poches de résistance autour de chefs brittonniques, comme le mystérieux Natanleod de l'entrée pour 508, "commencer à régner" sans reconnaître d'autorité supérieure. »
D'autres, comme John Morris, vont plus loin et font de Cerdic un prince purement breton qui aurait soit conclu une alliance avec, soit utilisé, des groupes germaniques installés sur la côte du Hampshire avant d'y établir un royaume qui se serait progressivement germanisé. Cerdic aurait alors été au centre d'une alliance entre les élites bretonnes du Hampshire et l'aristocratie saxonne. On notera, par ailleurs, que la bataille de Netley, où Cerdic aurait tué un roi breton, a eu lieu sur le territoire des Meonware, un peuple germanique, et que rien n'indique dans le texte de la Chronique anglo-saxonne que la bataille de 514 ait été gagnée par les Saxons de l'Ouest, ni que Cerdic ait été à leur tête.
Plusieurs identités ont été attribuées à Cerdic :
- Un pirate saxon venu de Germanie. Cette hypothèse n'est plus considérée comme crédible aujourd'hui.
- Le fils d'un Saxon du Hampshire et d'une Bretonne. Cette thèse préserve l'origine saxonne de Cerdic, mais ne s'appuie sur aucun texte.
- Un Celte venu du continent. Cette thèse s'appuie sur l'origine celtique du nom Cerdic.
- Cerdic ap Eliseg, un prince de Gwent, petit-fils du roi Deifyr de Gwent.
- Cerdic ap Filwr, un prince de Gwent, neveu du roi Deifyr. Ce Cerdic avait un fils du nom de Cunorix, mais son père s'appelait Filwr.
- Cerdic ap Llyr « Freichfras », descendant de Caracatus et d'un demi-frère d'Eudaf « Hen ». Son pouvoir aurait été centré sur Gloucester même si une tradition erronée place sa cour à Nantes. Il aurait contrôlé la région de Vannes.

## Époque contemporaine
- Le prénom Cédric, apparu pour la première fois dans le roman Ivanhoé (1819) de Walter Scott, semble issu par métathèse du nom Cerdic[1].
- Le roman Conscience of the King (1951) d'Alfred Duggan est une biographie imaginaire de Cerdic.
- Dans le film Le Roi Arthur (2004), Cerdic et Cynric sont des envahisseurs saxons tués respectivement par Arthur et Lancelot à la bataille du mont Badon. Cerdic est interprété par Stellan Skarsgård.